# Drawidowie

Ludy drawidyjskie na mapie podziału administracyjnego subkontynentu indyjskiego

Drawidowie, Drawidzi – grupa ludów zamieszkująca południowe Indie i północną Sri Lankę, posługująca się językami drawidyjskimi. Największe ludy drawidyjskie to Tamilowie, Keralczycy, Telugowie, Kannadygowie i Tulu.
Istnieją hipotezy, że to Drawidowie zbudowali tzw. cywilizację doliny Indusu, istniejącą od 3 do 2 tysięcy lat p.n.e. w dorzeczu Indusu. Harappa i Mohendżo Daro wyludniły się być może jeszcze przed najazdem Ariów. Według wielu przypuszczeń Drawidowie w północnych Indiach zostali zdegradowani w hierarchii społecznej dając początek niższym warnom.
Zgodnie z inną koncepcją Drawidowie są potomkami wzmiankowanych w Rygwedzie Dasów.

## Literatura przedmiotu
- Louis Frédéric: Słownik cywilizacji indyjskiej. Przemysław Piekarski (red. nauk.). T. 1. Katowice: Wydawnictwo „Książnica”, 1998, s. 232. ISBN 83-7132-369-7.
- Krzysztof Mroziewicz: Ćakra, czyli kołowa historia Indii. Bydgoszcz: Oficyna Wydawnicza „Branta”, 2005, s. 13-23. ISBN 83-60186-00-6.
- Jan Knappert: Mitologia Indii. Maciej Karpiński (tłum.). Poznań: Dom Wydawniczy „Rebis”, 1996, s. 15, seria: Mity i legendy świata. ISBN 83-7120-180-X.
- Arthur Basham: Indie. Zygmunt Kubiak (tłum.). Warszawa: Państwowy Instytut Wydawniczy, 2000, s. 46-48. ISBN 83-06-02738-8.